# اولگا چخووا
اولگا کنستانتینوفنا چخووا (به روسی: Ольга Константиновна Чехова) هنرپیشه روس-آلمانی در ۱۴ آوریل ۱۸۹۷ در شهر گیومری، ارمنستان زاده شد او در اوایل دهه ۱۹۲۰ اولین نقش سینمایی خود را در فیلم صامتی از فردریش ویلهلم بازی کرد او در این هنگام که زمان گذر از سینمای صامت به سینمای ناطق بود بسیار موفق نشان داد اولگا در دهه ۱۹۳۰ یکی از بزرگترین بازیگران آلمان نازی به شمار می‌رفت و هم در فیلم‌های کمدی و در فیلم‌های جدی به خوبی بازی می‌کرد و مورد تشویق آدولف هیتلر قرار می‌گرفت، گر چه او را از جاسوسان شوروی می‌دانستند. اولگا در طول جنگ جهانی دوم در عرصه سینما موفقیت اندکی داشت و تنها فیلمی که در هالیوود بازی کرد با استقبال چندانی مواجه نشد. او در دهه ۱۹۷۰ میلادی و پس از انتشار کتاب خاطراتش از دنیای سینما کناره گیری کرد. در دهه ۱۹۹۰ پس از سقوط کمونیسم در روسیه اسناد موجود در آرشیو KGB سرویس مخفی شوروی نشان داد که اولگا چخووا در واقع یک عامل سازمان جاسوسی شوروی بود که از دهه ۱۹۲۰ برای شوروی جاسوسی می‌کرد. اولگا چخووا در سال ۱۹۸۰ میلادی درگذشت.
از فیلم‌های او می‌توان به قلعه نفرین‌شده و عذاب عشق اشاره کرد.